# Dorfulija
Dorfulija (makedonska: Дорфулија) är en ort i Nordmakedonien. Den ligger i kommunen Lozovo, i den centrala delen av landet, 50 kilometer sydost om huvudstaden Skopje. Dorfulija ligger 276 meter över havet och antalet invånare är 860.